# Ламеција Голфо (Катанцаро)
Ламеција Голфо је насеље у Италији у округу Катанцаро, региону Калабрија.
Према процени из 2011. у насељу је живело 20 становника. Насеље се налази на надморској висини од 8 м.